# Alteromonadaceae
Las Alteromonadaceae son una familia de las Proteobacteria. Son ahora una de varias familias en el orden Alteromonadales, incluyendo a Alteromonas y sus estrechos parientes.
Aunque algunas veces se ha considerado como única familia, Alteromonadaceae, Ivanova et al. la subdividieron en ocho familias en 2004.